# Albert Llanas i Rich
Albert Llanas Rich (Barcelona, 7 de juny de 1957– 21 de juny de 2025) fou un compositor i pedagog català, vinculat a la música contemporània i a l'ensenyament musical a Catalunya.
Va iniciar la seva formació al Conservatori Superior Municipal de Música de Barcelona, on obtingué el Premi d'Honor de Grau Superior en Instrumentació i Composició.  Posteriorment amplià la seva formació amb Josep Soler i Franco Donatoni, i realitzà formació en electroacústica amb Andrés Lewin-Richter.
Compaginà la seva activitat creativa amb una tasca docent, exercint en diversos conservatoris catalans i espanyols. Entre 1983 i 1985 formà part del claustre del Conservatori de Tarragona, i posteriorment impartí classes a Badalona, Vila-seca i Saragossa. El 2008 s'incorporà al Conservatori Superior de Música de Barcelona, on fou nomenat director, càrrec que ocupà fins al 2019.

## Obra
La seva producció musical abarca molts gèneres, formats i llenguatges. Entre les seves primeres obres hi ha l'estrena al Carnegie Hall de Nova York. També peces com Impressions per a veu i quartet de corda (1984) i BXR6 (1986), seleccionades per les Tribunes de Joves Compositors de la Fundació Joan March.
La seva primera obra orquestral, Seqüències per a orquestra, va ser guardonada amb el Premi Ciutat de Barcelona. Aquesta obra representa un particular homenatge a la música concertant del segle XVIII, amb referències explícites a la dialèctica entre solista i conjunt instrumental, i una mirada contemporània sobre el llegat de Vivaldi.
Interessat en formes clàssiques com la fuga, les reinterpretà amb un llenguatge personal, com en obres com Noniga i Necessitat i atzar. El Concert per a clarinet i orquestra (1988), estructurat en dues parts, reflecteix el seu eclecticisme intencionat, integrant elements de duet amb clarinet i piano, així com recursos de contrapunt barroc.
L'any 1989 guanyà el Premi Ciutat d'Alcoi amb De materia, per a gran orquestra, una obra encarregada per l'Orquestra Nacional d'Espanya (ONE), que fou enregistrada per l'Orquestra de Radio Televisión Española. L'any 1996 rebé el Premi Reina Sofia de Composició Musical, atorgat per la Fundació Ferrer Salat. Entre els anys 1997 i 2007, es dedicà intensament a la composició de música per a escena, col·laborant en produccions teatrals amb obres com Dedins, defora, La cita, Más extraño que el paraíso, Sangre lunar i Lluvia en el Raval, entre d'altres.
Les seves obres han estat publicades per diverses editorials, entre elles La Mà de Guido i DINSIC, i interpretades en nombrosos festivals i cicles de música contemporània tant a l'estat com a l'estranger.